# Palazzo delle Debite

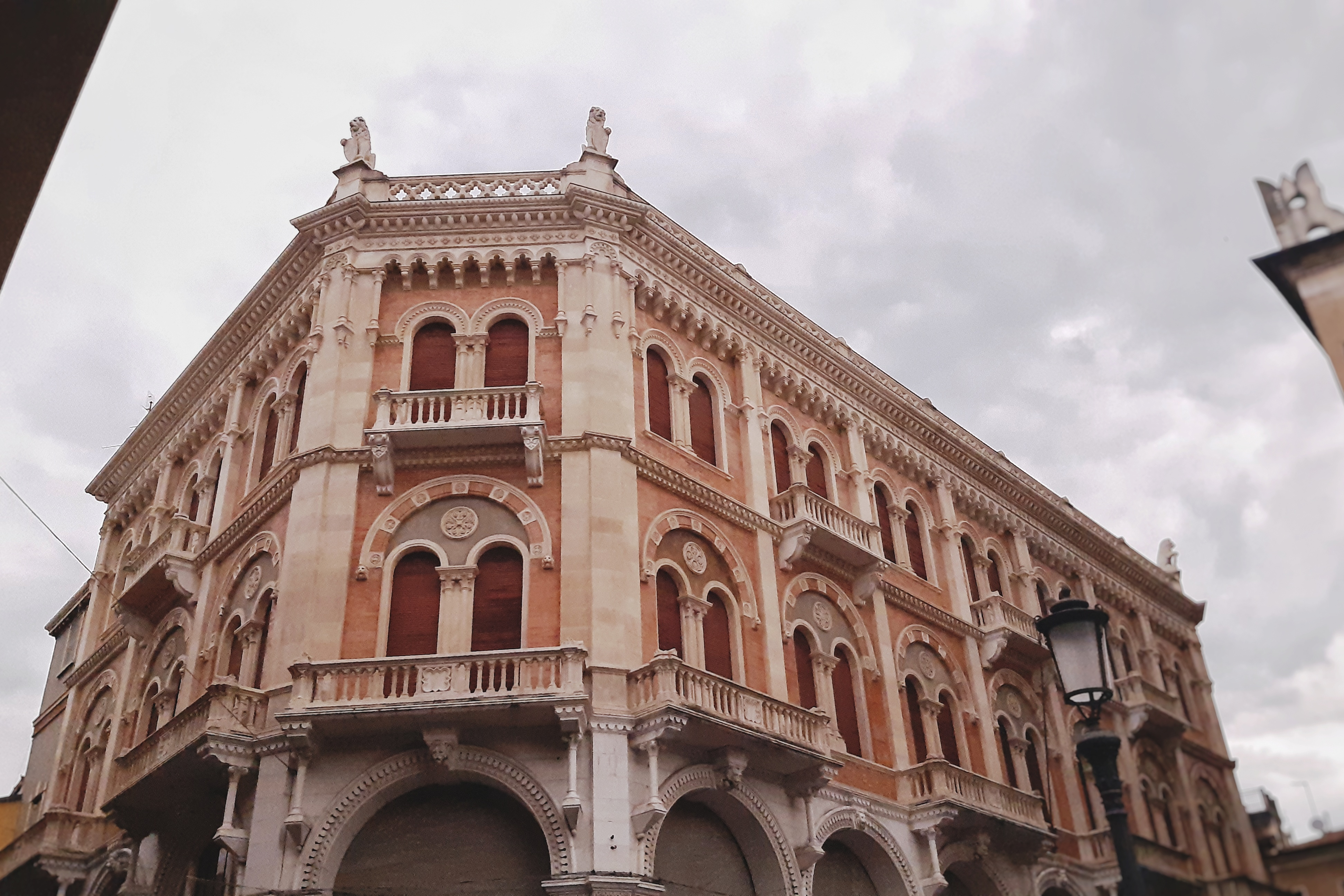
Palazzo delle Debite

Der Palazzo delle Debite (dt.: „Palast der Schulden“) ist ein Stadtpalais in der oberitalienischen Stadt Padua. Er wurde 1874 von Camillo Boito erbaut. Das Gefängnis der Schulden („prigioni delle debite“, Carcer Novus), welches vorher an dem Platz stand, wurde 1873 abgerissen.

## Lage
Der Palazzo steht an der Piazza delle Erbe an der Stelle, an der vorher das Gefängnis gestanden ist. Er verfügt über drei Fassaden im Süden, Osten und Norden, wobei die südöstliche Fassade auf die Piazza delle Erbe blickt.
Die Süd-Fassade blickt auf die Via Daniele Manin und die Nordfassade auf die Via Fiume, welche beide nach Westen verlaufen und zur Piazza dei Signori führen.

## Architektur
Der Palast ist neoromanisch ausgeführt und schließt sich in den Formen an die Bauweise des benachbarten Palazzo della Ragione an.
Er verfügt über einen Säulengang (Sottoportico) im Erdgeschoss. Die zwei Obergeschosse sind mit Doppel-Bogenfenstern ausgestattet und die Fassade ist reich mit Pilastern und Stuckarbeiten (unter anderem Löwenköpfe) geschmückt. Das flache Dach ist mit einem Scherengeländer gesichert.